# Louis Pauly
Louis Ambroise Marie Pauly (ur. 4 kwietnia 1906 w Les Mureaux, zm. 14 grudnia 1992 w Chantilly) – francuski żeglarz, olimpijczyk.
W regatach rozegranych podczas Letnich Igrzysk Olimpijskich 1928 wystąpił w klasie jole 12-stopowe zajmując 14 pozycję będąc rezerwowym u Charlesa Laverne’a.